# Jim Hines
James Ray (Jim) Hines (Dumas (Arkansas), 10 september 1946 – Hayward (Californië), 3 juni 2023) was een Amerikaanse atleet, die was gespecialiseerd op de sprint. Hines werd in 1968 tweevoudig olympisch kampioen en had bijna vijftien jaar het wereldrecord op de 100 m in handen. Hij was de eerste atleet ter wereld die, zij het handgeklokt, op deze afstand officieel de barrière van 10 seconden doorbrak. 

## Loopbaan
In zijn jeugd speelde Hines honkbal, totdat een atletiektrainer hem ontdekte en van hem een sprinter van wereldklasse maakte. Op de Amerikaanse kampioenschappen in Sacramento finishte hij in een handgeklokte 9,9 s (elektronische gelijkwaardig aan 10,03) en doorbrak hiermee als eerste atleet de 10 secondengrens. Twee andere atleten: Ronnie Ray Smith (achter hem in elektronisch gelijkwaardige 10,03 s) en Charles Greene (in de andere halve finale met 10,13 s) kregen dezelfde met de hand geklokte tijd toebedeeld.
De voorbereiding voor de Olympische Spelen van 1968 in Mexico-Stad werd verstoord door de rassenrellen in de Verenigde Staten. Men overwoog om de zwarte atleten van de Amerikaanse ploeg uit te sluiten van de Spelen. Uiteindelijk kwam het niet zo ver en Hines kwalificeerde zich voor de olympische finale. Op 14 oktober 1968 finishte hij voor de Jamaicaan Lennox Miller en zijn landgenoot Charles Greene in een elektronisch gestopte 9,95. Hierna ontstond er onduidelijkheid of deze tijd als wereldrecord te boek mocht staan. De IAAF besliste dat zijn 9,95 sneller was dan een hand geklokte 9,9 en erkende hiermee het wereldrecord. Hij liep met de Amerikaanse ploeg op de 4 x 100 m estafette samen met Charles Greene, Mel Pender en Ronnie Ray Smith in 38,2 een tweede wereldrecord en won zo hiermee het goud.
Na de Olympische Spelen tekende hij bij het Americanfootballteam de Miami Dolphins, maar hij werd niet opgesteld. Zijn wereldrecord op de 100 m hield een ongebruikelijk lange tijd van vijftien jaar stand. Op 3 juli 1983 verbeterde de Amerikaan Calvin Smith zijn tijd naar 9,93.
Hines overleed op 76-jarige leeftijd

## Titels
- Olympisch kampioen 100 m - 1968
- Olympisch kampioen 4 x 100 m - 1968
- Amerikaans kampioen 100 yd - 1967
- Amerikaans kampioen 220 yd - 1966

## Persoonlijke records
| Onderdeel | Prestatie | Datum        | Plaats      |
| --------- | --------- | ------------ | ----------- |
| 100 m     | 9,95 s    | 20 juni 1968 | Mexico-Stad |

## Palmares

### 100 yd
- 1967:  Amerikaanse kamp. - 9,3 s

### 100 m
- 1968:  OS - 9,95 s

### 220 yd
- 1966:  Amerikaanse kamp. - 20,5 s (+ rw)

### 4 x 100 m
- 1968:  OS - 38,2 s

1896: Thomas Burke ·
1900: Francis Jarvis ·
1904: Archie Hahn ·
1908: Reggie Walker ·
1912: Ralph Craig ·
1920: Charley Paddock ·
1924: Harold Abrahams ·
1928: Percy Williams ·
1932: Eddie Tolan ·
1936: Jesse Owens ·
1948: Harrison Dillard ·
1952: Lindy Remigino ·
1956: Bobby Morrow ·
1960: Armin Hary ·
1964: Bob Hayes ·
1968: Jim Hines ·
1972: Valeri Borzov ·
1976: Hasely Crawford ·
1980: Allan Wells ·
1984: Carl Lewis ·
1988: Carl Lewis ·
1992: Linford Christie ·
1996: Donovan Bailey ·
2000: Maurice Green ·
2004: Justin Gatlin ·
2008: Usain Bolt ·
2012: Usain Bolt ·
2016: Usain Bolt ·
2020: Marcell Jacobs ·
2024: Noah Lyles
1912: Jacobs, Macintosh, d'Arcy, Applegarth ·
1920: Paddock, Scholz, Murchison, Kirksey ·
1924: Clarke, Hussey, Leconey, Murchison ·
1928: Wykoff, Quinn, Borah, Russell ·
1932: Kiesel, Toppino, Dyer, Wykoff ·
1936: Owens, Metcalfe, Draper, Wykoff ·
1948: Ewell, Wright, Dillard, Patton ·
1952: Smith, Dillard, Remigino, Stanfield ·
1956: Murchison, King, Baker, Morrow ·
1960: Cullmann, Hary, Mahlendorf, Lauer ·
1964: Drayton, Ashworth, Stebbins, Hayes ·
1968: Greene, Pender, Smith, Hines ·
1972: Black, Taylor, Tinker, Hart ·
1976: Glance, Jones, Hampton, Riddick ·
1980: Moeravjov, Sidorov, Prokofjev, Aksinin ·
1984: Graddy, Brown, Smith, Lewis ·
1988: Bryzgin, Krylov, Moeravjov, Savin ·
1992: Marsh, Burrell, Mitchell, Lewis ·
1996: Esmie, Gilbert, Surin, Bailey ·
2000: Drummond, Williams, Lewis, Greene ·
2004: Gardener, Campbell, Devonish, Lewis-Francis ·
2008: Bledman, Burns, Callender, Thompson ·
2012: Carter, Frater, Blake, Bolt ·
2016: Powell, Blake, Ashmeade, Bolt ·
2020: Desalu, Jacobs, Patta, Tortu ·
2024: Brown, Blake, Rodney, De Grasse
- Gemeinsame Normdatei: 1292119241
- World Athletics: 14351439
- Virtual International Authority File: 5285168657984619520004